# زبان‌درقفا
زبان‌درقفا (نام علمی: Delphinium staphisagria) نام یک گونه از سرده زبان‌پس‌قفا است. گیاهی یکساله و خودرو با ساقه‌ای راست و منشعب و برگ‌های بی‌پایه، متناوب و پنجه‌ای است. گل‌های آبی رنگ آن در نوک ساقه می‌روید و دارای نوش فراوان است. میوه‌های آن به صورت کیسه‌ای هستند. موطن اصلی آن کشورهای حوزه مدیترانه بوده که از آنجا در همان زمانی که کشت گندم در سراسر دنیا متداول شد این گیاه نیز در تمام دنیا پخش گردید.

## کاربردهای دارویی
شاخه تازه آن مثل دیگر قسمت‌های خشک شده آن از قدیم برای التیام زخم‌ها به کار می‌رفته‌است. به همین دلیل لقب کونسولیدر یعنی التیام دهنده به آن داده شده‌است.

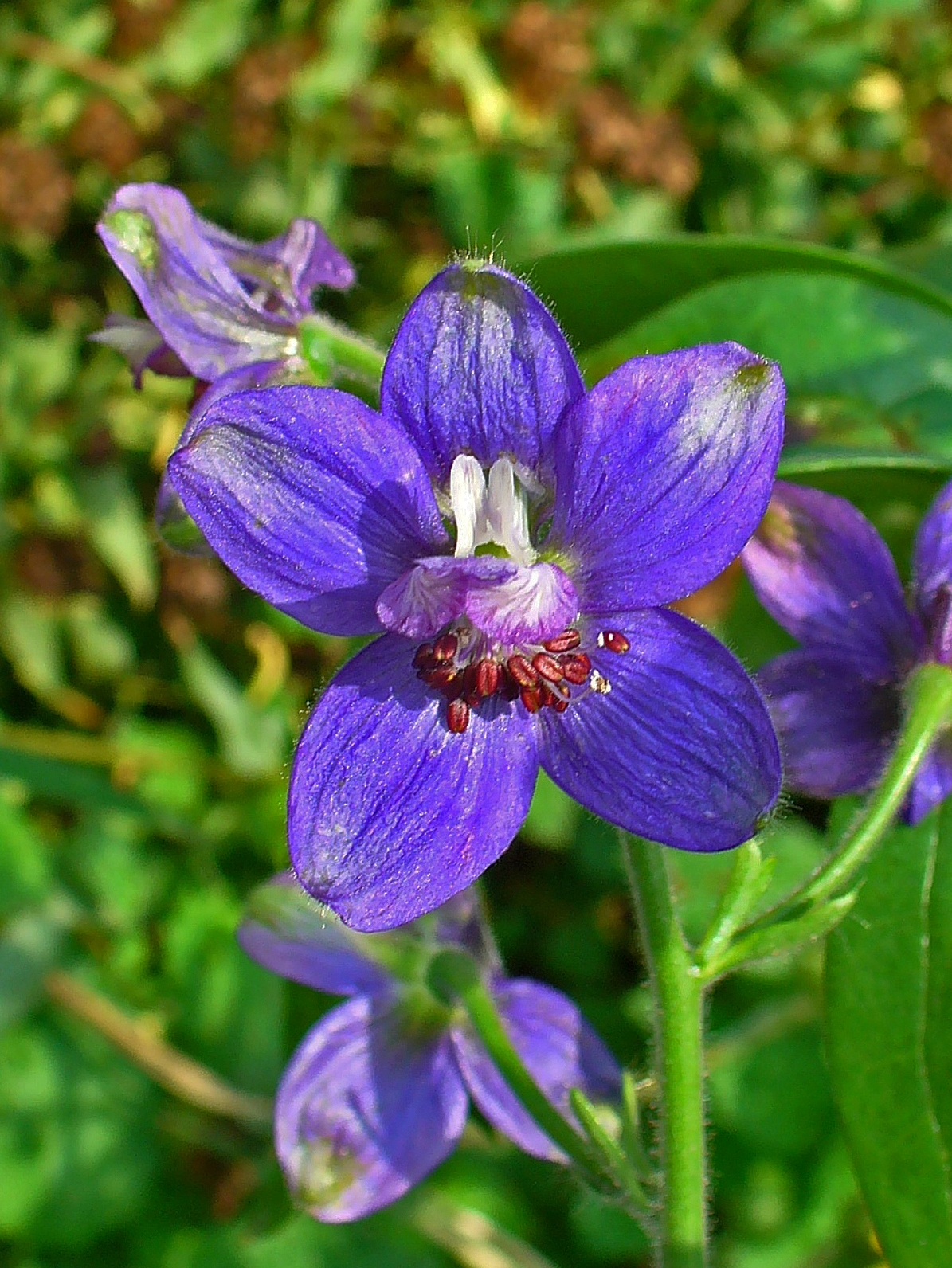
گل

برای مصارف دارویی گل‌ها و حتی سرشاخه‌های این گیاه را جمع‌آوری می‌کنند. گل‌ها را بدون کاسبرگ‌ها می‌چینند و سرشاخه‌ها را هنگامی که گیاه کاملاً گل کرده‌است. جمع‌آوری شده نباید فشرده شوند. آن‌ها را در لایه‌های نازک در سایه یا در خشک کن با حداکثر ۳۵ درجه سانتیگراد حرارت خشک می‌کنند. این گیاه عطری شبیه به عِطر عسل از خود متصاعد می‌کند و باید در پاکت‌های سربسته در جایی دور از نور نگهداری شود. تمام گیاه بجز گل‌هایش سمی است. این گیاه محتوی آلکالوئیدها، گلوکوزیدها، دلفینین و در ساقه آن همراه با آکونیتیک است. مواد موجود در آن مدر، دافع انگل و ملین می‌باشد. فقط پزشک می‌تواند جوشانده یا آلکلات تهیه شده از این گیاه را تجویز کند.
از این گیاه در دامپزشکی نیز استفاده می‌شود. بعضی از انواع آن با گل‌های بزرگ به عنوان گیاهی تزیینی کاشته می‌شود که البته از آن‌ها نمی‌توان برای مقاصد پزشکی استفاده کرد.